# Lektyrann
Lektyrann (Mionectes macconnelli) är en fågel i familjen tyranner inom ordningen tättingar.

## Utseende
Lektyrann är en liten och färglös fågel. Fjäderdräkten är relativt enfärgad, med kontrasterande rostbrun buk. Arten är mycket lik ockrabukig tyrann, men är generellt mörkare och saknar ljusa vingkanter.

## Utbredning och systematik
Lektyrannen delas in i två till tre underarter med följande utbredning:
- Mionectes macconnelli macconnelli (inklusive amazonus[5] – förekommer i östra Venezuela, Guyanaregionen, norra och centrala Brasilien samt nordöstra  Bolivia
- Mionectes macconnelli peruanus – förekommer i centrala Peru

Tepuítyrann (M. roraimae) behandlades tidigare som underart till lektyrann.

### Familjetillhörighet
Arten placeras traditionellt i familjen tyranner. DNA-studier visar dock att Tyrannidae består av fem klader som skildes åt redan under oligocen, pekar på att de skildes åt redan under oligocen, varför vissa auktoriteter behandlar dem som egna familjer. Lektyrann med släktingar placeras då i Pipromorphidae.

## Levnadssätt
Lektyrannen hittas i undervegetation i skogar. Den lever huvudsakligen av frukt och kan ses tillsammans med manakiner vid fruktbärande buskar. Fågeln kan också ta insekter och slår ofta följe med kringvandrande artblandade flockar.

## Status och hot
Arten har ett stort utbredningsområde, men tros minska i antal, dock inte tillräckligt kraftigt för att den ska betraktas som hotad. Internationella naturvårdsunionen IUCN listar arten som livskraftig (LC).